# Lever Tara
Lever Tara (cyr. Левер Тара) – wieś w Czarnogórze, w gminie Pljevlja. W 2011 roku liczyła 55 mieszkańców.